# Slavko Fras
Slavko Fras, slovenski novinar in urednik, * 15. junij 1928, Maribor, † 1. marec 2010, Ljubljana.
Fras je leta 1956 diplomiral iz primerjalne književnosti na Filozofski fakulteti v Ljubljani. Po končanem študiju je 1957 postal stalni dopisnik časopisov Ljudske pravice, nato Dela in Borbe na Dunaju. Po vrnitvi v domovino je Fras v obdobju 1961 do 1970 delal v Delu kot zunanjepolitični komentator, nato pa urednik Sobotna priloge Dela. Od leta 1970 do 1974 je bil prvi stalni dopisnik za Delo in Borbo iz Bonna v Zvezni republiki Nemčiji. Po tem je bil štiri leta odgovorni urednik Dela.  V letih 1987 in 1988 je bil predsednik Zveze novinarjev Jugoslavije.
Bil je eden izmed 571. podpisnikov Peticije zoper cenzuro in politične pritiske na novinarje v Sloveniji.